# پاراکند (گدا بی)
پاراکند (به لاتین: Parakənd) یک منطقه مسکونی در جمهوری آذربایجان است که در شهرستان گدابیگ واقع شده‌است. پاراکند ۱۹۷۹ نفر جمعیت دارد.